# Koloseum – Magazyn sportów walki
Koloseum – Magazyn sportów walki – polski magazyn sportowy poświęcony sportom walki. Fani znajdą w nim m.in. najnowsze informacje ze świata MMA i boksu, ciekawostki o zawodnikach oraz interesujące wywiady. Magazyn prowadzą Łukasz Jurkowski, Paweł Wyrobek i Igor Marczak, a grono ekspertów tworzą m.in. Andrzej Kostyra, Tomasz Marciniak, Dominik Durniat czy też Bartłomiej Stachura. Program jest regularnie nadawany (poza przerwami wakacyjnymi) co każdy czwartek na kanale Polsat Sport Fight.
Magazyn jest zastępstwem audycji „Puncher Extra Time”, która koncentrowała się na przeglądzie wydarzeń pięściarskich oraz mieszanych sztuk walki w Polsce i na świecie.
Premiera programu miała miejsce 16 kwietnia 2020. Pierwotnie program przez 2 pierwsze odcinki nazywał się „MMAgazyn sportów walki”. Od 3 odcinka nazwa została zmieniona na „Koloseum – Magazyn sportów walki”.